# Gașca Animăluțelor DC
Gașca Animăluțelor DC (titlu original: DC League of Super-Pets) este un film de animație și comedie din 2022 produs de studioul Warner Animation Group, Este regizat și scris de Jared Stern și Sam Levine. Vocile sunt asigurate de Kevin Hart, Kate McKinnon, John Krasinski, Vanessa Bayer, Natasha Lyonne, Diego Luna, Thomas Middleditch, Ben Schwartz și Keanu Reeves.

## Prezentare
Nedespărțiti, Krypto Super-Câinele și Superman sunt doi buni prieteni care împărtășesc aceleași superputeri și luptă împotriva criminalității în Metropolis. Când Superman și restul Ligii Justiției sunt răpiți, Krypto trebuie să convingă un grup de animale fără stăpân, Ace câinele, PB porcul cu burtă, Merton țestoasa și Chip veverița - să-și stăpânească propriile puteri noi și să-l ajute să-i salveze pe supereroi.

## Distribuție
- Ana Baniciu, Gabriella Nastas, Gelu Chelu și Dumi - (voci, versiune română) [5]
- Dwayne Johnson - Krypto the Superdog
- Kevin Hart - Ace the Bat-Hound
- Kate McKinnon - Lulu
- John Krasinski - Kal-El / Clark Kent / Superman
- Vanessa Bayer - PB
- Natasha Lyonne - Merton
- Diego Luna - Chip
- Keanu Reeves - Bruce Wayne / Batman
- Marc Maron - Lex Luthor
- Dascha Polanco - Jessica Cruz / Green Lantern